# Campagna khivana del 1873
Con la campagna khivana del 1873 la Russia conquistò il khanato di Khiva, che divenne un protettorato russo.

## Contesto
L'Impero russo aveva già tentato due volte di sottomettere il khanato di Khiva. Nel 1717 Aleksandr Bekovič-Čerkasskij, partito dal mar Caspio, si scontrò con l'esercito di Khiva. I khivani finsero di arrendersi e poi massacrarono le truppe russe, lasciando pochissimi superstiti. Nella campagna khivana del 1839, Vasilij Alekseevič Perovskij partì da Orenburg dirigendosi verso sud. L'inverno insolitamente freddo uccise la maggior parte dei cammelli, costringendo i russi a tornare indietro.
Nel 1868 l'Impero russo aveva conquistato Taškent e Samarcanda e ottenuto il controllo dei khanati di Kokand e di Bukhara. Queste conquiste avevano creato un saliente costituito da un'area approssimativamente triangolare, con il vertice settentrionale costituito dal lago d'Aral e la base meridionale corrispondente al confine persiano. Il khanato di Khiva si trovava all'estremità nord di questo triangolo.

## Preparativi

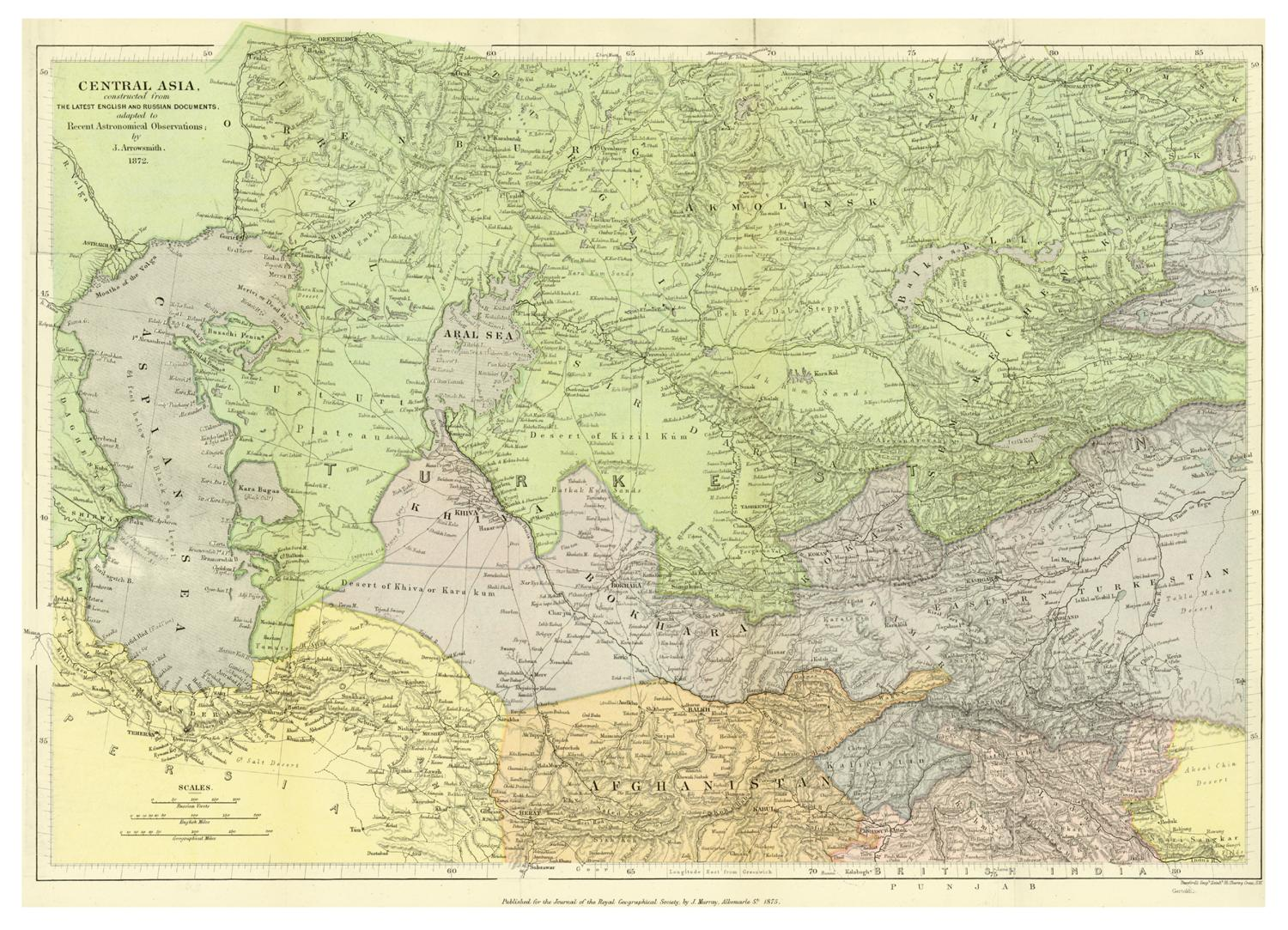
Mappa dell'Asia centrale nel 1872

Nel 1869 Fëdor Fëdorovič Radeckij fondò Krasnovodsk, che in seguito divenne quartier generale del Distretto militare transcaspico e capolinea della ferrovia transcaspica. Nel marzo 1870 i russi decisero di attaccare Khiva. Poiché l'oasi di Khiva era circondata da diverse centinaia di chilometri di deserto, i russi, prima di far avanzare le truppe, dovettero mappare il territorio e individuare luoghi dove rifornirsi d'acqua. Michail Dmitrievič Skobelev tracciò un percorso da Krasnovodsk ai margini dell'oasi; in seguito Vasilij Ivanovič Markozov esplorò l'area in modo più approfondito. Nikolaj Pavlovič Lomakin, dopo aver esplorato la penisola di Mangyšlak, nel settembre 1872 partì da Krasnovodsk e Čikišljar (Çekişler) con l'intenzione di dirigersi verso Khiva, ma fu richiamato dal viceré del Caucaso. Più a est, Konstantin Petrovič von Kaufman inviò dei gruppi nel deserto a sud del Syr Darya.
Nel dicembre 1872 lo zar prese la decisione finale di attaccare Khiva. La forza sarebbe stata di 61 compagnie di fanteria, 26 di cavalleria cosacca, 54 cannoni, 4 mortai e 5 distaccamenti di razzi. Khiva sarebbe stata avvicinata da cinque direzioni. (1) Il generale von Kaufman, al comando supremo, avrebbe marciato verso ovest da Taškent e avrebbe incontrato (2) una seconda forza che si sarebbe mossa verso sud da Aral'sk. Le due forze si sarebbero incontrate nel mezzo del deserto del Kizilkum e si sarebbero poi dirette a sud-ovest verso il vertice del delta dell'Amu Darya. Nel frattempo (3) Nikolaj Aleksandrovič Verëvkin sarebbe partito da Orenburg, dirigendosi verso sud lungo il lato occidentale del lago d'Aral, e avrebbe incontrato (4) Lomakin, proveniente direttamente dal mar Caspio. (5) Markozov avrebbe marciato verso nord-est partendo da Krasnovodsk. Il motivo della complessità di questo piano potrebbe essere la rivalità. Infatti il governatore di Orenburg aveva sempre avuto la responsabilità primaria sull'Asia Centrale; la provincia del Turkestan di Kaufman, appena conquistata, aveva molti ufficiali attivi; il vicereame del Caucaso aveva di gran lunga il maggior numero di truppe.

## I due eserciti orientali

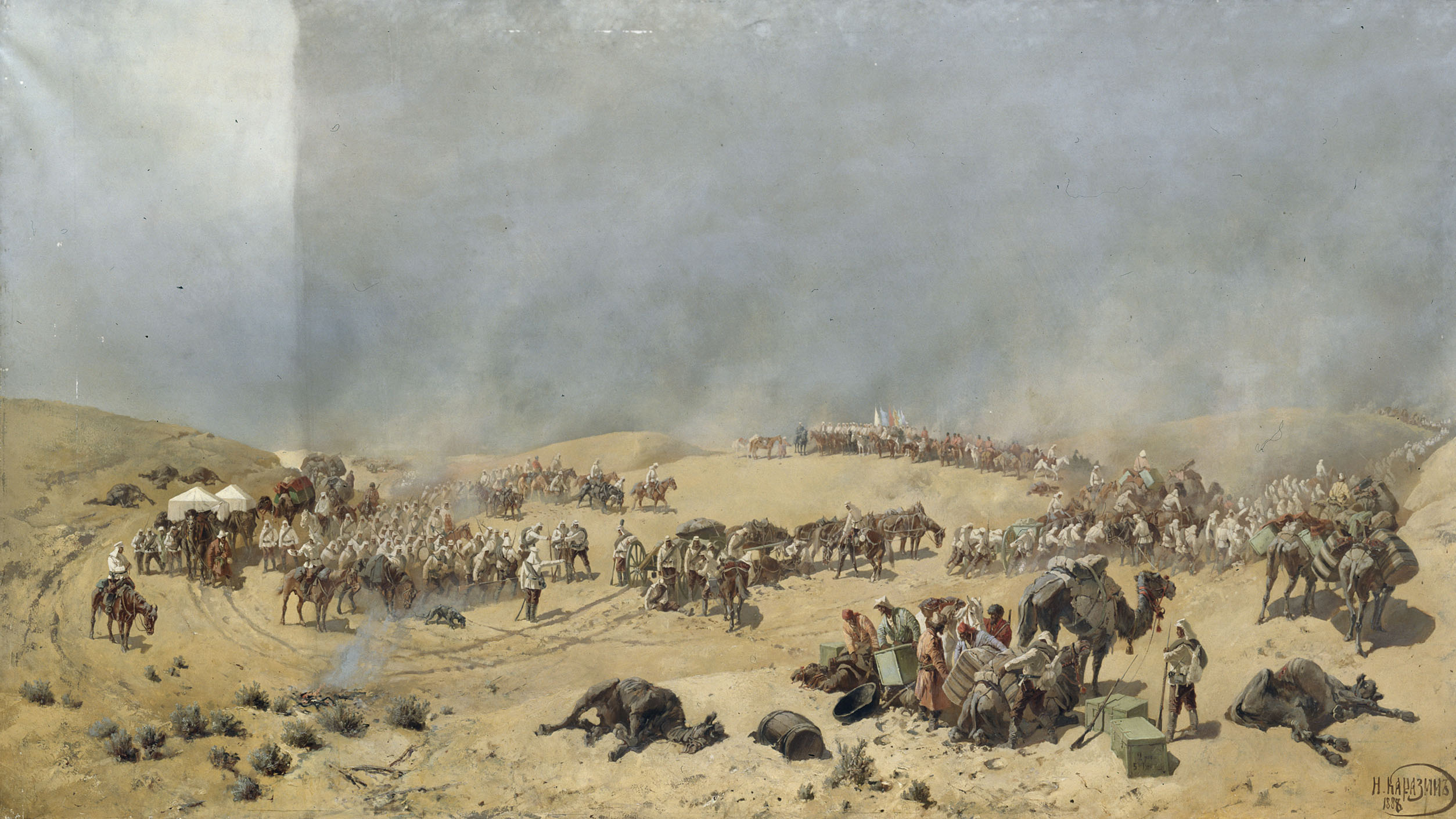
L'attraversamento del Deserto della Morte durante la spedizione di Khiva nel 1873, di Nikolaj Nikolaevič Karazin (1888)

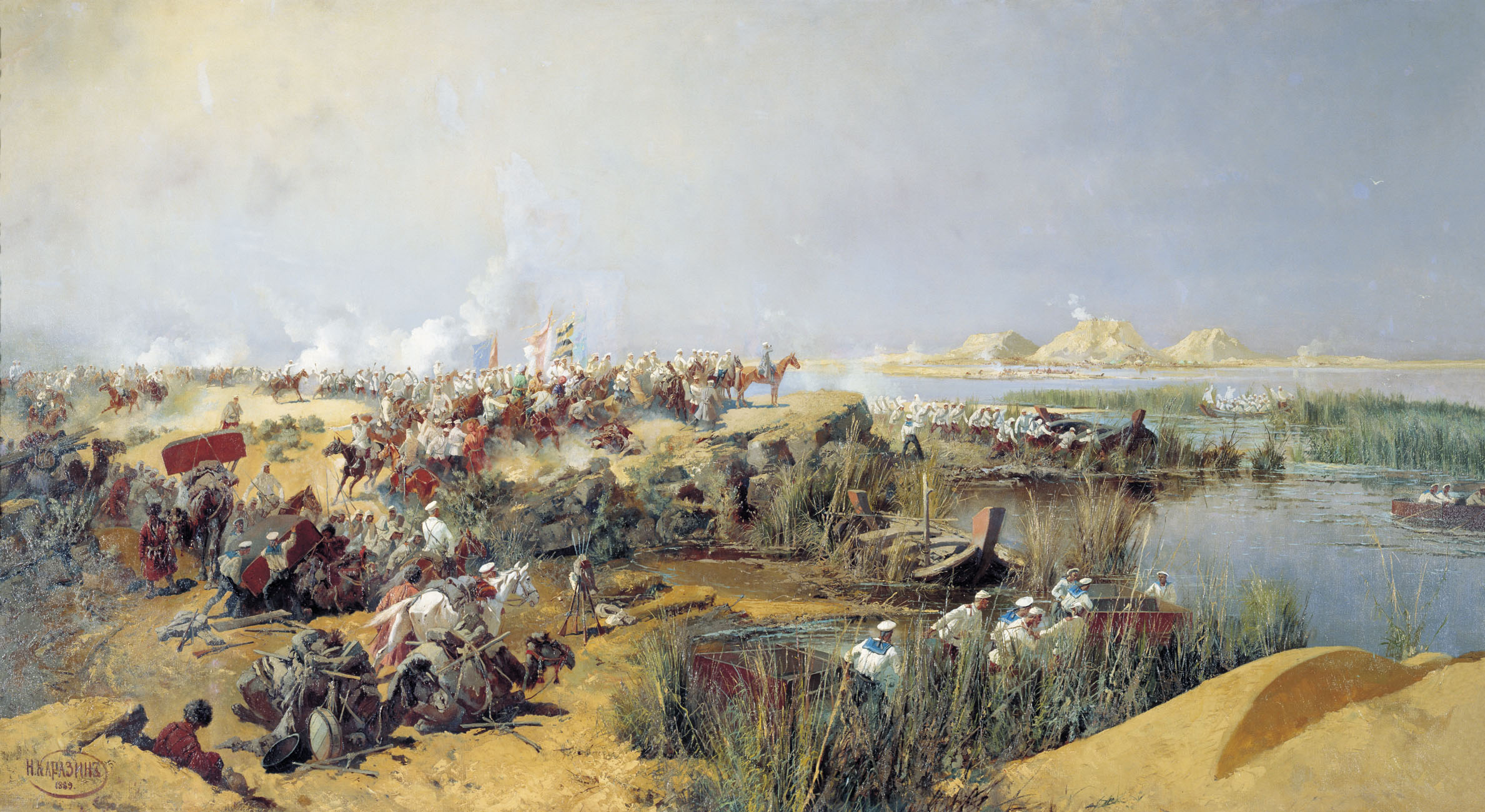
Kaufman attraversa l'Amu Darya a Sheik Arik, 30 maggio 1873

La forza di Aral'sk partì l'11 marzo 1873. Kaufman, partìto il 23 marzo da Jizzax, il 13 aprile emanò nuovi ordini: entrambe le forze avrebbero virato verso sud-ovest, si sarebbero incontrate a Khala-Ata, circa 210 km a est del vertice del delta dell'Amu Darya, quindi avrebbero marciato verso ovest fino al fiume. Il nuovo percorso non era stato mappato, cosa pericolosa in un deserto. Il 6 maggio le due forze si incontrarono a Khala-Ata, trascorsero del tempo a riposare e a scavare pozzi e ripresero l'avanzata il 12 maggio. Il 17 maggio si misero in marcia con quella che pensavano fosse una scorta d'acqua sufficiente per 3 giorni, ma al calar della notte l'acqua era già finita. Un kazako trovò una piccola pozza d'acqua qualche chilometro più a nord e i cammelli furono rimandati indietro per portare un nuovo carico d'acqua. A questo punto, molti cammelli erano così deboli o moribondi che si dovettero abbandonare la maggior parte dei rifornimenti. I russi raggiunsero l'Amu Darya a Uch-Uchak il 23 maggio, misero a tacere una batteria khivana a Sheik-Arik e impiegarono tre giorni ad attraversare il fiume, senza essere attaccati. Ormai giunto sulla sponda popolata del fiume, Kaufman acquistò dei rifornimenti, avvisando che se questi non fossero arrivati li avrebbe presi con la forza. Il 4 giugno occupò il forte abbandonato di Hazorasp e ricevette una lettera dal khan, che offriva condizioni, e un messaggio da Verëvkin, che aveva appena preso Kungrad (Qonirat). La marcia dei due eserciti oientali era oramai quasi terminata.

## I tre eserciti occidentali
Il 31 marzo Markozov, invece di partire da Krasnovodsk come previsto, partì da Čikišljar (nei presi dell'estremità sud-orientale del mar Caspio), dove poteva trovare più cammelli. Un mese più tardi raggiunse Igdi, presso l'ansa del fiume Uzboj. Spintosi in avanti, finì l'acqua e fu costretto a ritirarsi. Gli ultimi soldati raggiunsero Krasnovodsk il 26 maggio. Più tardi, nel corso dell'anno, Skobelev guidò un distaccamento partendo dalle vicinanze di Khiva e riferì che il deserto che Markozov aveva deciso di non attraversare era impraticabile per un esercito.
Le forze di Orenburg, al comado di Verëvkin, partirono da Orenburg, Orsk e Ural'sk alla fine di febbraio, ebbero difficoltà a causa del freddo e raggiunsero il fiume Emba il 15-17 marzo. Il 7 aprile, con il migliorare delle temperature, proseguì la marcia, si mosse senza incontrare difficoltà lungo la sponda occidentale del lago d'Aral e raggiunse il limitare dell'oasi il 14 maggio. Il 20 maggio prese il forte abbandonato di Kungrad, nell'estremiità nord-occidentale del delta. Riprese l'avanzata il 23 maggio, vinse due piccole battaglie e fu raggiunto dalle forze di Lomakin il 24 maggio.
Lomakin (4) partì da Kenderli il 26 aprile, il che forse non fu una buona scelta, dato che non c'erano abbastanza cammelli in quel luogo. Il caldo era intenso, i pozzi distanti tra loro, l'acqua scarsa, i cammelli cominciarono a morire e i soldati si ammalarono e dovettero essere trasportati. Il 10 maggio i russi finirono l'acqua ma trovarono un piccolo pozzo. Il 17 maggio Skobelev catturò una carovana con provviste e 150 cammelli. Le truppe di Lomakin si riunirono a quelle di Verëvkin il 24 maggio.

## Presa di Khiva (10 giugno 1873)

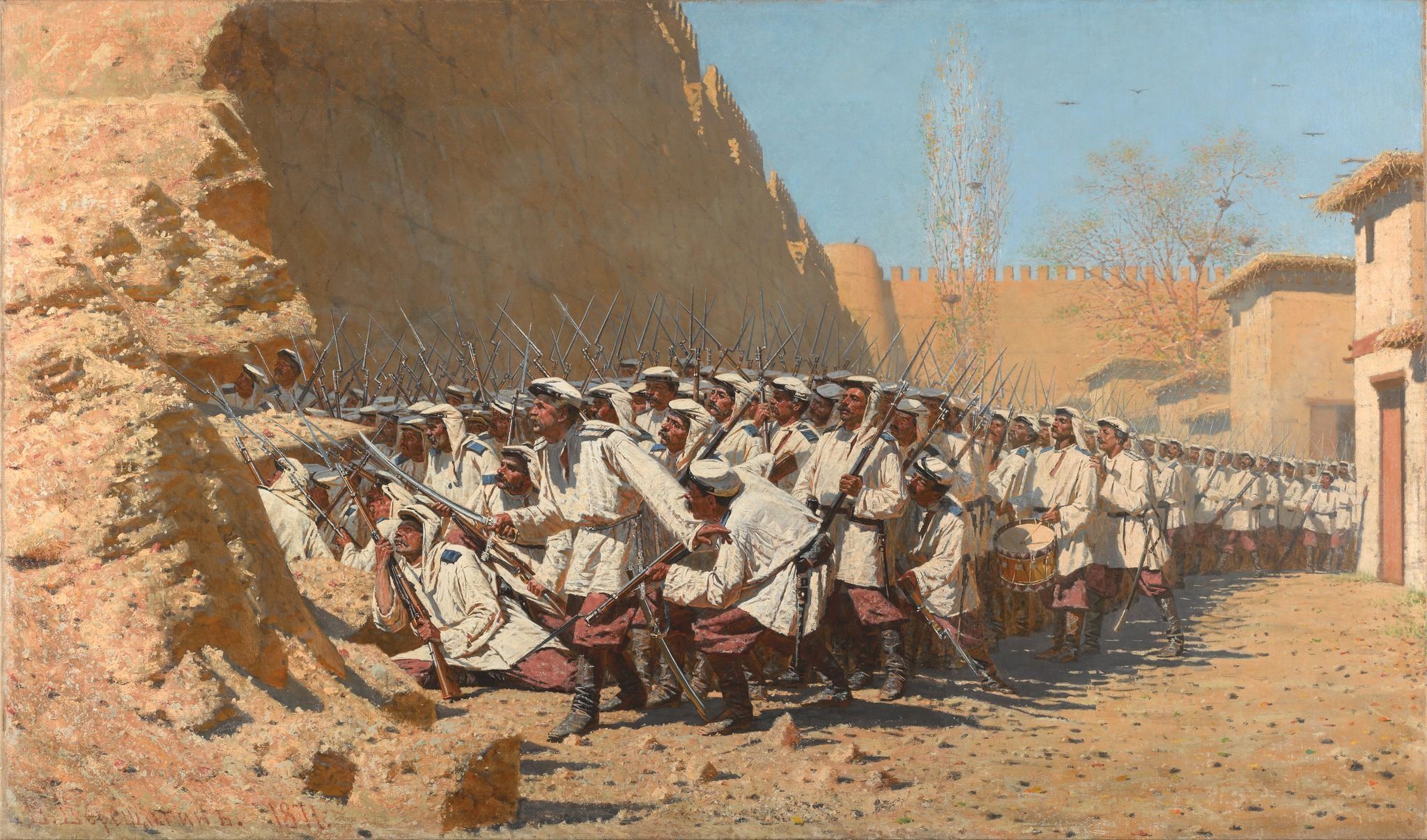
Davanti ai bastioni della cittadella, di Vasilij Vasil'evič Vereščagin

Verëvkin si trovava all'estremità nord-occidentale del delta e Kaufman in quella meridionale, ma solo il 4 e il 5 giugno riuscirono a mettersi in contatto. Verëvkin prese il comando delle truppe di Lomakin e lasciò Kungrad il 27 maggio. Quindi conquistò Xo'jayli (90 km più a sud) e Mang'it (200 km più a sud-est). A causa di alcuni spari provenienti dal villaggio, Mang'it fu bruciata e gli abitanti massacrati. Il 7 giugno Verëvkin era giunto alla periferia di Khiva. Due giorni prima aveva saputo che Kaufman aveva attraversato l'Amu Darya. Il 9 giugno un gruppo avanzato si trovò sotto un pesante fuoco presso la porta settentrionale della città e chiese delle scale per superare le mura, ma Verëvkin richiamò le truppe, intendendo procedere ad un bombardamento. Durante l'ingaggio Verëvkin fu ferito all'occhio destro. Il bombardamento iniziò e alle 16 arrivò un inviato dalla città che offrì la capitolazione. Poiché il fuoco dalle mura non cessava, il bombardamento fu ripreso e presto parti della città furono incendiate. I bombardamenti cessarono nuovamente alle 23.00, quando arrivò un messaggio di Kaufman che comunicava la resa del khan. Il giorno successivo alcuni turkmeni iniziarono a sparare dalle mura, l'artiglieria russa riaprì il fuoco e alcuni colpi fortunati mandarono in frantumi il cancello. Skobelev e 1 000 uomini si precipitarono all'interno delle mura e si trovavano nei pressi della casa del khan quando vennero a sapere che Kaufman stava entrando pacificamente dalla porta occidentale.  Skobelev si ritirò e aspettò Kaufman.

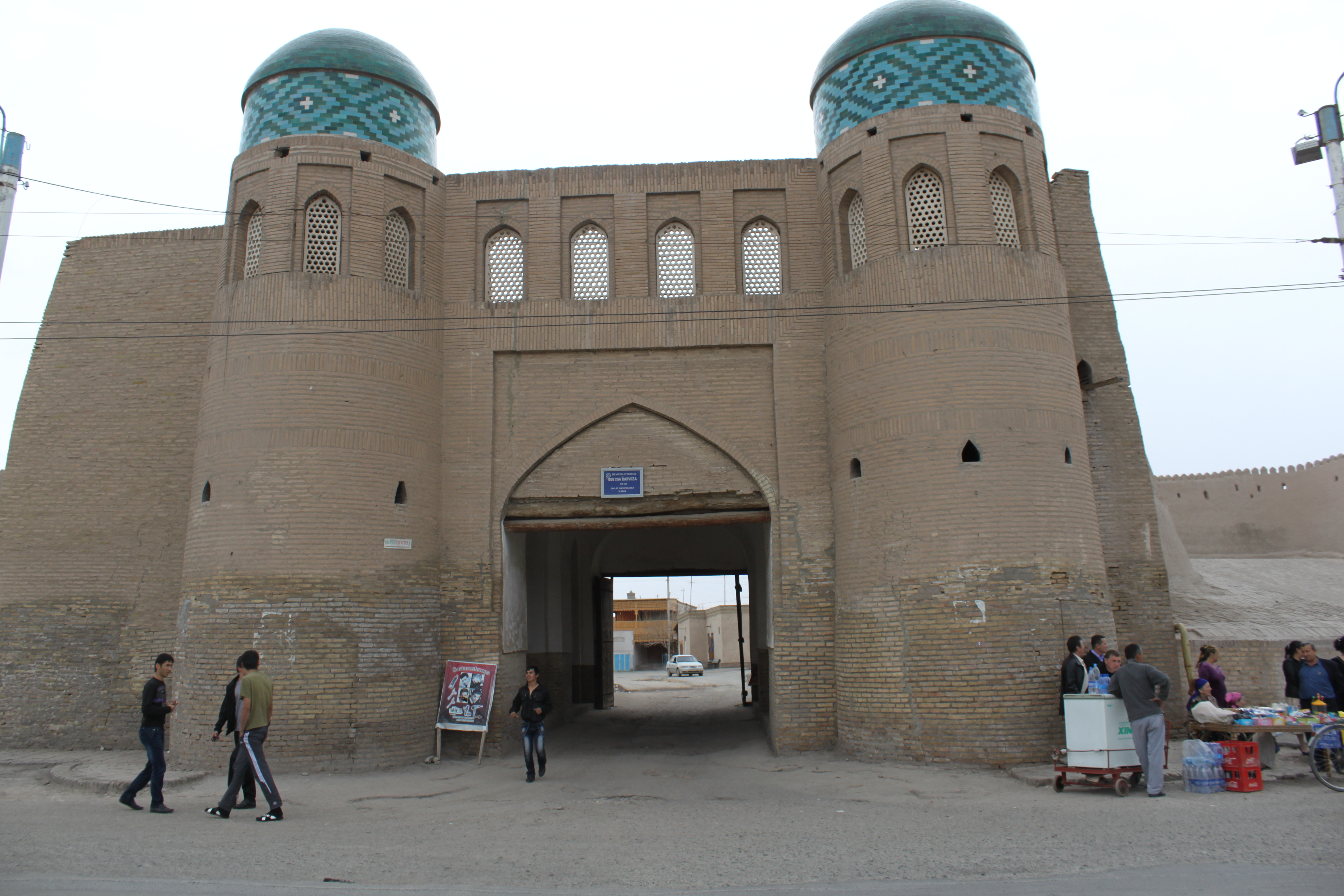
Porta settentrionale di Khiva
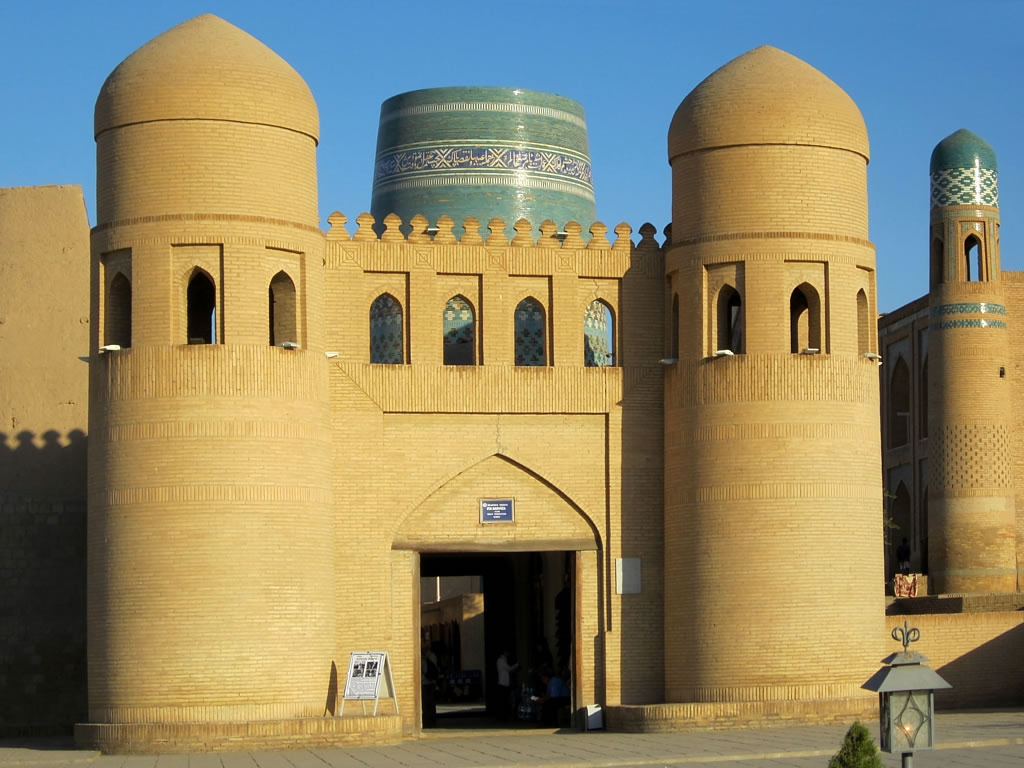
Porta occidentale di Khiva
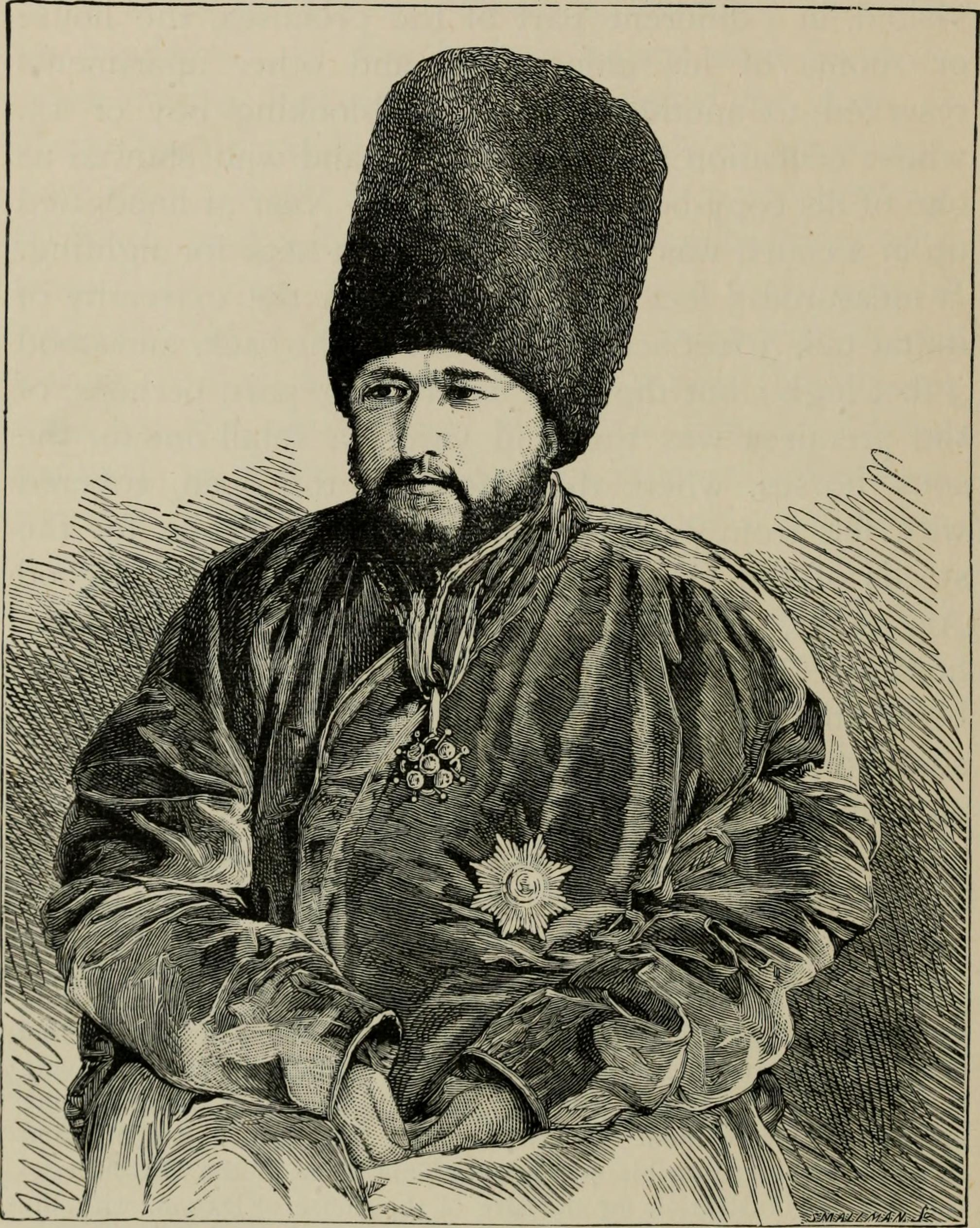
Muhammad Rahim Bahadur II, khan di Khiva

## Conseguenze
Il khan, che era fuggito in seguito al bombardamento di Verëvkin, fu richiamato e reintegrato il 14 giugno. Il 24 agosto, dopo uno scambio di messaggi con San Pietroburgo, fu firmato un trattato. Il khan rinunciò a operazioni diplomatiche o militari senza il consenso russo, abolì la schiavitù, aprì il khanato ai mercanti russi e l'Amu Darya alle imbarcazioni russe e accettò di versare un indennizzo di 2 200 000 rubli, che sarebbe stato pagato a rate fino al 1893. I russi imposero la presenza di una guarnigione a Petroalexandrovsk, a est di Khiva. In ottobre una striscia di territorio khivano fu data all'emirato di Bukhara come ricompensa per la neutralità mantenuta dall'emiro. Nel marzo 1874 fu creato un distretto militare transcaspico con sede a Krasnovodsk. Khiva rimase un protettorato russo fino alla rivoluzione.

## La campagna di Yomud
Mentre negoziava con il khan, Kaufman attaccò la tribù turkmena degli Yomud che vivevano sul lato sud-occidentale dell'oasi. Secondo MacGahan, Kaufman pretese un tributo insostenibile e, quando gli Yomud fuggirono, mandò i soldati ad inseguirli, compiendo un gran numero di inutili massacri. Dopo la strage degli Yomud, altre tribù turkmene accettarono di pagare un tributo.